# Iglesia del Santo Sepulcro (Toro)
La iglesia del Santo Sepulcro es un templo ubicado en Toro (Zamora). Fue la sede del vicario general de la Orden del Santo Sepulcro de Jerusalén hasta el siglo XV que pasa a la Orden de Malta. En su interior destaca la figura del Cristo barroco de la Expiración y varios de los principales pasos de la Semana Santa.

## Descripción
Se encuentra ubicada en la plaza Mayor justo enfrente del edificio del Ayuntamiento. Es una iglesia que posee una planta de tres naves con varias capillas absidiales semicirculares, y una torre desmochada a la vera de la nave norte, construida en el siglo XII. La iglesia se encuentra encajada entre varios edificios y no permite observarse en su totalidad. La iglesia ha sufrido diversas reformas y el hastial es del siglo XVI.